# Priestfield Stadium
Het Priestfield Stadium (in het kort: Priestfield, vanwege een sponsorovereenkomst officieel: KRBS Priestfield Stadium) is een voetbalstadion in de Engelse stad Gillingham in het graafschap Kent. Het dient als thuisstadion voor de club Gillingham FC en beschikt over 11.582 plaatsen, alle zitplaatsen.
Het stadion bestaat uit vier tribunes, die allemaal na 1997 gebouwd werden. De hoofdtribune, Medway Stand genoemd, is een tribune met twee verdiepingen, die in 1999 gebouwd werd. In dit stadion zijn ook de kleedkamers, kantoren van de club, VIP-boxen en het Blues Rock Cafe gevestigd. Aan de andere zijde van het veld staat de Gordon Road Stand. Vanwege de erachter liggende woningen werd de hoogte van deze tribune beperkt. Ook aan de beide uiteindes van het veld bevinden zich nieuwe tribunes: de Rainham End en de Brian Moore Stand. Deze laatste tribune is van tijdelijke aard.
Ondanks de recente verbouwingen speelt Gillingham FC met de gedachte in de nabije toekomst naar een ander stadion te verhuizen.